# 化庄乡
化庄乡，是中华人民共和国河南省驻马店市新蔡县下辖的一个乡镇级行政单位。

## 行政区划
化庄乡下辖以下地区：
化庄村、姜庄村、段小寨村、邹大庙村、赫庄村、付寨村、李大庄村、三里桥村、田桥村、港北村、吴新庄村、陈李庄村、前王庄村、大路沿村、李桥村、纪黄村、潘庄村、王梅庄村、高楼村和周李村。